# Jari Laukkanen (Curler)
Jari Laukkanen (* 12. Juni 1965 in Kesälahti) ist ein finnischer Curler. 
Sein internationales Debüt hatte Laukkanen im Jahr 1987 bei der Curling-Europameisterschaft in Oberstdorf, er blieb aber ohne Medaille. Zwei Jahre später bei der Curling-Weltmeisterschafts-Challenge 1989 gewann er mit einer Silbermedaille seine erste Medaille. 2000 wurde er bei der EM in Oberstdorf Europameister. 
Laukkanen spielte für Finnland bei den Olympischen Winterspielen 2002 in Salt Lake City als Lead. Die Mannschaft schloss das Turnier auf dem fünften Platz ab. 

## Erfolge
- Europameister 2000
- 3. Platz Weltmeisterschaft 1998, 2000
- 3. Platz Europameisterschaft 1999, 2001
- 2. Platz Weltmeisterschafts-Challenge 1989